# Louise Brownsey
Louise Brownsey (Reigate, 2002) es una deportista británica que compite en gimnasia en la modalidad de trampolín.
Ganó dos medallas en el Campeonato Mundial de Gimnasia en Trampolín, en los años 2021 y 2022.

## Palmarés internacional
| Campeonato Mundial | Campeonato Mundial | Campeonato Mundial | Campeonato Mundial |
| Año                | Lugar              | Medalla            | Prueba             |
| ------------------ | ------------------ | ------------------ | ------------------ |
| 2021               | Bakú (Azerbaiyán)  | Medalla de bronce  | Equipo mixto       |
| 2022               | Sofía (Bulgaria)   | Medalla de plata   | Equipo             |